# لوروا إتش. أندرسون
لوروا إتش. أندرسون هو سياسي أمريكي، ولد في 2 فبراير 1906 في إليندل في الولايات المتحدة، وتوفي في 25 سبتمبر 1991 في كونراد في الولايات المتحدة. نشط حزبياً في الحزب الديمقراطي. وقد انتخب عضو مجلس ولاية مونتانا ‏ وانتخب عضو مجلس نواب مونتانا ‏ وانتخب عضو مجلس النواب الأمريكي ‏.